# Перес, Ромина
Ромина Гуадалупе Перес Рамос (исп. Romina Guadalupe Pérez Ramos; родилась 17 ноября 1958) — боливийская учёная-социолог, политик и дипломат, занимающая должность посла Боливии в Иране в 2019—2020 годах и с 2021 года. Член Движения к социализму (MAS), ранее она входила в партийный список Палаты депутатов от Кочабамбы с 2015 по 2019 год.
Перес окончила Высший университет Сан-Симона по специальности социология, а затем аспирантуру в Европе. Она принадлежит к поколению левых интеллектуалов, которые начали политическую деятельность в качестве активистов против военных диктатур 1970-х и 1980-х годов, а также пришедших им на смену неолиберальных правительств.
Её работа в области прав женщин и дискриминируемых этнических групп привела её к участию к нескольких неправительственных организациях, в том числе в Центре правовых и социальных исследований, близкому к MAS. В 2014 году она получила место в Палате депутатов по избирательному списку партии, но не завершила свой срок, будучи назначенной послом в Иране в середине 2019 года.

## Ранние годы
Ромина Перес родилась 17 ноября 1958 года в Кочабамбе. Она училась в Высшем университете Сан-Симона, получив степень бакалавра социологии и магистра планирования, разработки и оценки проектов устойчивого развития, а также диплом по политологии Центра высших университетских исследований. С 2009 по 2011 год она обучалась в аспирантуре за границей, получив стипендию Erasmus Mundus для обучения в университетах Копенгагена, Гранады и Ренна, получив степень магистра в области общественного здравоохранения. Благодаря отдельной стипендии Перес также поступила в Болонский университет, пройдя курсы по управлению здравоохранением и социальной работой.
Перес принадлежит к поколению интеллектуалов и исследователей, получивших образование в основном в области социальных и гуманитарных наук, чьи политические траектории определялись их левыми симпатиями. Она начала политическую деятельность как активистка против ультраконсервативных военных диктатур, а с 1982 года — в оппозиции пришедшим им на смену неолиберальным демократическим правительствам. В юном возрасте Перес присоединилась к молодёжной организации Коммунистической партии Боливии, что позже привело её к высылке на некоторое время в Советский Союз. Вернувшись в Боливию, она работала в среде горняков — одной из основных массовых баз коммунистов и других левых сил — собирая сведения об их истории, политических выступлениях и классовой борьбе. Готовые аудиолитературные записи были переданы в дар в архив Федерации профсоюзов рабочих горнорудной промышленности Боливии.

## Политическая карьера
С 1985 по 1988 год Перес занимал должность вице-президента Конфедерации университетов Боливии и представляла Боливию в Международном союзе студентов. На протяжении 1990-х годов она была университетским профессором в различных государственных и частных учреждениях. Как и у ряда видных левых учёных того времени, на рубеже веков акцент её исследований сместился с классовой борьбы на полную реализацию женских и этнических прав. С 1996 по 1998 год она работала директором по гендерным вопросам в муниципальных органах власти Кочабамбы и Санта-Крус-де-ла-Сьерра, была консультантом различных организаций коренных народов и занимала должности в нескольких НПО, включая Постоянную ассамблею по правам человека и Центр и социальных исследований. Последний, связанный с движением коренных народов, "стал «питомником» интеллектуальных и политических кадров Движения к социализму (MAS-IPSP), многие из которых начали свою деятельность в Учредительном собрании 2006—2007 годов. Так было и с Перес, ставшей назначен делегатом Учредительного собрания от префектуры Кочабамба. Затем она продолжала работать в префектуре в качестве директора по гендерным вопросам до 2008 года.
Связь Перес с MAS укрепилась в 2014 году, когда партия выдвинула её кандидатом на место в Палате депутатов. Она возглавила избирательный список партии в департаменте Кочабамба, что обеспечило лёгкое прохождение в парламент. Помимо обычной депутатской работы, Перес посвящал много времени членству в смешанной специальной комиссии, которая расследовала процесс приватизации и капитализации, произошедший в 1990—2001 годы. Эта должность соответствовала её оппозиции неолиберальной экономической практике того времени. Комиссия в конечном итоге установила, что продажа государственных предприятий в тот период обошлась стране в 21 миллиард долларов США в виде экономического ущерба. В международной сфере Перес была членом Парламентской конфедерации Америки, вице-президентом, а с 2018 года — президентом Сети женщин-парламентариев этой организации.

## Дипломатическая карьера
Ближе к завершению своего срока в 2019 году Перес была назначена послом в Иране, с которым Боливия при Эво Моралесе укрепляла двусторонние отношения по большей части из-за общих антиамериканских позиций. Однако вскоре её недолгое пребывание в Тегеране было прервано из-за политического кризиса на родине, который Перес квалифиировала как государственный переворот. Через несколько дней после прихода к власти консервативное переходное правительство, сместившее Моралеса, уволило 80 % персонала посольств, а в середине 2020 года закрыло посольство страны в Иране, ссылаясь на экономию средств. Когда Боливия возобновила отношения с Ираном после возвращения MAS к власти, Перес вновь была утверждена послом.
Во время второго срока Перес на посту главы боливийской миссии в Тегеране на фоне демонстраций за права женщин, потрясавших эту западноазиатскую страну после гибели Махсы Амини в конце 2022 года, разразился скандал, когда государственное информационное агентство Ирана заявило, будто Перес от имени правительства Боливии осудила протесты как «беспорядки», «устроенные британскими и американскими сионистами». Эти сообщения вызвали критику в Боливии: оппозиционные политики, феминистские организации и даже ряд политических союзников потребовали отстранения посла от должности. В ответ МИД Боливии быстро отозвал Перес в Ла-Пас, чтобы «получить отчёт и оценить обстоятельства». Со своей стороны Перес отрицала, что когда-либо делала подобные заявления, заверив, что её слова были «искажены», в связи с чем потребовала от иранских СМИ опровержений. Спустя несколько дней Агентство новостей Исламской Республики опубликовало разъяснение, заявив, что оно «неточно интерпретировало слова посла».